# Melodias
A revista Melodias foi uma publicação dirigida por Plácido Manaia Nunes, criador do Troféu Imprensa, e que no ano de 1971 exibiu em sua capa uma foto-montagem de Silvio Santos careca a fim de alavancar as vendas. A revista então, que vendia menos de 100 mil exemplares, tirou várias edições sucessivas até atingir a soma de 500 mil exemplares.